# خودگرایی عقلایی
خودگرایی عُقَلایی (به انگلیسی: Rational egoism) فرضیه‌ایست مبنی براینکه تعقیب منافع شخصی و خود-انگیختگی راه کار عقلانی‌ای محسوب می‌شود. خودپرستی عقلایی از دیگر انواع خودگرایی، مانند خودگرایی روان‌شناختی و خودگرایی اخلاقی متمایز است و دلیل تمایزش نیز تکیه بر عقلگرایی برای اثبات خودگرایی می‌باشد در حالی که خودگرایی روانشناختی بر انگیختگی و خودگرایی اخلاقی بر اخلاقیات تأکید دارد.

## علوم اجتماعی
خودگرایی عقلایی لازمه رفتارهای استاندارد شدهً اقتصاد نئوکلاسیک و تئوری حامی عقلایی در علوم سیاسی می‌باشد. گمانه‌های اقتصادی خودگرایی عقلایی، اغلب در غالب مدل‌های قابل کاربرد برای فردگرایی، اقتصاد انسانی (به انگلیسی: homo economicus) (ابداع شده توسط پارتو اقتصاددان سوئیسی در سال ۱۹۰۶) می‌باشند. لازمه‌های در هر دو رشته نقد و دفاع در همان زمینه تجربه‌گرایی و فلسفه می‌باشند. برای مثال، در علوم سیاسی گمانه‌های خودگرایی عقلایی منجر به تضاد بر مسائلی مانند رای دادن می‌شود (قوانینی که محتملاً فرد رای‌دهنده برای منافع شخصی خود بر سر تغییراتی مانند تغییر در دستمزد، ایجاد می‌کند)

## نامگذاری و ابداع این اصطلاح
خالق اصطلاح خودپرستی عقلایی بی شک کسی نبوده جز آین راند نویسنده و فیلسوف در حوضه اخلاق که برای کمک گرفتن در وضع فرضیه مادی گرایی آن را به کار بسته‌است. او می‌گوید، انجام کاری علیه «خود» دیگران غیراخلاقی و غیرعقلانی است بنابراین منظر مورد نظر او عطفی است بر هر دو دیدگاه خودگرایی و خودگرایی اخلاقی. کتاب معروف او فضیلت خودخواهی (۱۹۶۴) دربارهٔ مفهوم خودگرایی عقلایی به صورتی جامع و عمیق بحث می‌کند. بر اساس خودگرایی اخلاقی راند، والاترین ارزش هر فردیتی، زندگی و زنده بودن اوست و به صورت عقلایی زنده بودن هر انسان والاترین عفت را داراست و سعادت هر کسی در گرو دستیابی به اهداف همین زنده بودن است. راند، ادعای دیوید هیوم دربارهٔ اینکه، هرکسی نمی‌تواند بایستگی بودن را استنتاج کند را رد می‌کند و برخلاف نظر او و دیگران می‌گوید، طبیعت انسان زنده، این اجازه را به هر فردیتی می‌دهد که دربارهٔ چگونگی خواسته‌ها و نیازهایش و راه‌های برآوردن آن‌ها تصمیم بگیرد اما هیچ‌کس نمی‌تواند بدون تفکر منطقی به چنین جایگاهی دست یابد که تصمیم گیرندهً خود باشد. براساس گفته‌های او، زندگی انسانی یک جریان استانداردسازی برای تعقیب خواسته‌های مورد نظر و دوری از ناخواسته هاست. برای مثال، انسان بالی برای پرواز ندارد و اگر بخواهد پرواز کند یا خودش را از هواپیمایی به زیر بیفکند باید انتخاب کند که برای زنده ماندن باید چتر همراه خود داشته باشد. واقعیت ملموس این را دیکته می‌کند که اگر او چنین کاری را انجام ندهد مجبور به ترک ارزش زندگی خواهد بود، به عبارتی ساده‌تر می‌میرد یا آسیبی متوجهش می‌شود. در اصول اخلاقی راند، بزرگ‌ترین گناه، غیرعقلایی عمل کردن است. در واقع، در نظریه او ارزش آفرینی از زنده بودن، سر منشأ می‌گیرد و همچنین در نظریه او، نیکوکاری یک وظیفه و ارزش محسوب نمی‌شود و همچنین انجام دادن آن نیز ضد-ارزشی یا غیراخلاقی نمی‌باشد.

## انتقاد
یک انتقاد اساسی بر نظریه خودگرایی عقلایی این است که هر عملی هم جنبه خوب و هم بد و شیطانی دارد؛ مثلاً اگر کسی برای مقاصد سیاسی جناح‌های مخالف را از میدان به در کرده و منتقدان را نابود گرداند، از دید این فلسفه، کارش غیراخلاقی محسوب نمی‌شود زیرا آن شخص به خاطر منافع و آزادی‌های فردی (و گاه منطقی) ای که داشته، دست به این اقدامات زده‌است و در مقابل اگر از دید جناحها یا اشخاصی که کشته یا رانده می‌شوند به این مسئله نگاه کنیم، این کار عملی غیراخلاقی محسوب می‌شود زیرا باعث نابودی آزادی شخصی دیگران شده‌است. بر این اساس ضعف اساسی این فلسفه دوگانگی و درگیری درونی آن در تعبیر و تفسیر کردن وقوع پدیده‌هایی است که توسط همین انسانهای زنده صورت می‌گیرد.